# Liste der Monuments historiques in Maizeroy
Die Liste der Monuments historiques in Maizeroy führt die Monuments historiques in der französischen Gemeinde Maizeroy auf.

## Liste der Objekte
| Bezeichnung                      | Beschreibung                           | Standort                        | Kennzeichnung | Schutzstatus | Datum | Bild |
| -------------------------------- | -------------------------------------- | ------------------------------- | ------------- | ------------ | ----- | ---- |
| Skulptur Heiliger Johann Nepomuk | Stein, farbig gefasst, 18. Jahrhundert | in der Kirche St-Nicolas (Lage) | PM57000657    | Classé       | 2001  |      |